# 非洲各國人類發展指數列表

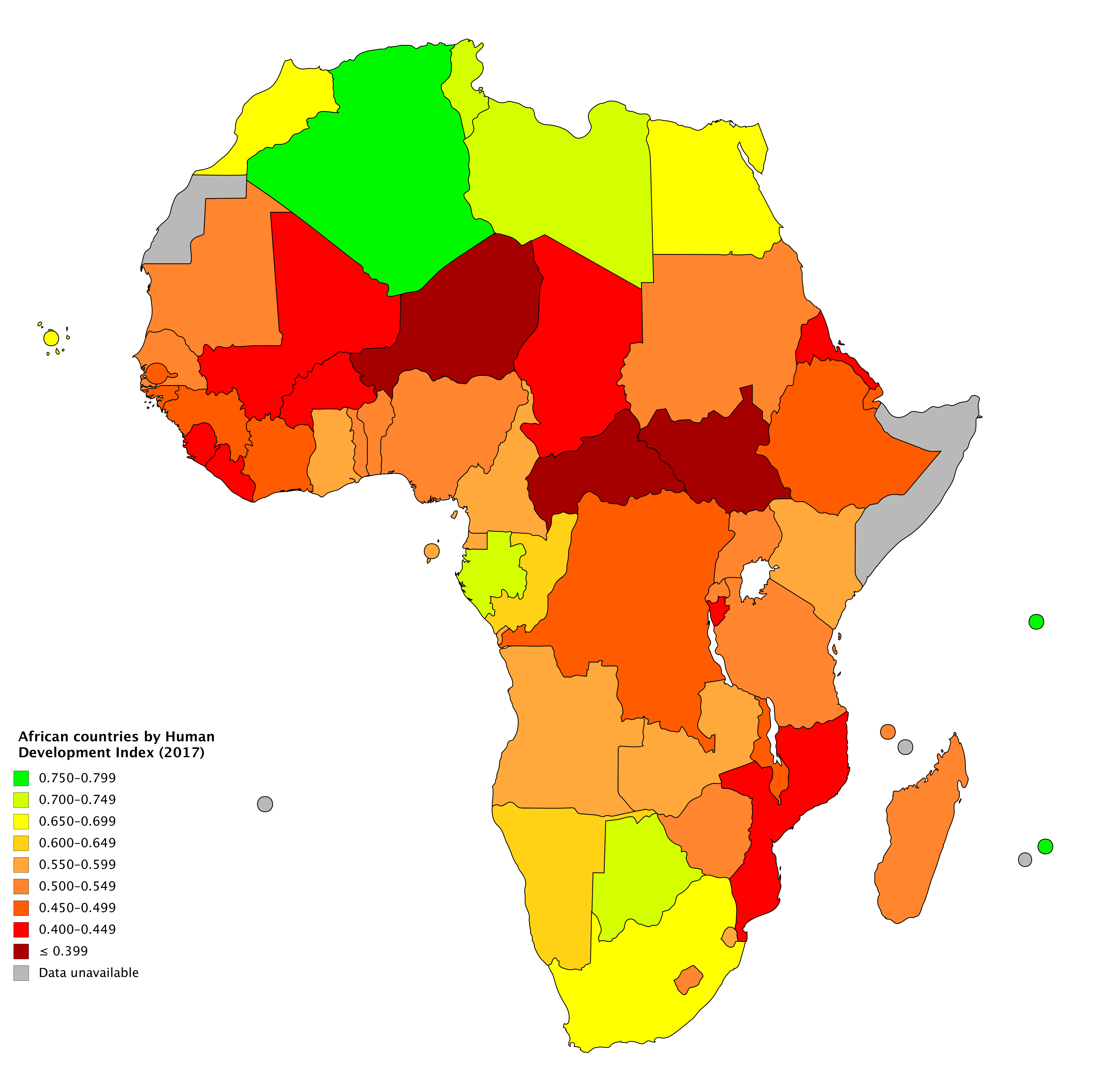
2017年非洲人类发展指数数据地图
0.750–0.799
0.700–0.749
0.650–0.699
0.600–0.649
0.550–0.599
0.500–0.549
0.450–0.499
0.400–0.449
0.350–0.399
0.300–0.349
无资料

人類發展指數是聯合國開發計劃署為衡量各國社會經濟發展程度而制定的標準，該指數為根據國家人民出生時預期壽命、受教育年限、人均國民總收入計算出。各國家（大多為聯合國會員國，也包含少數特殊地區）依該國人類發展指數劃分為：極高人類發展指數、高人類發展指數、中人類發展指數以及低人類發展指數等四組。

## 非洲各國人類發展指數列表
下面為非洲各國人類發展指數列表，該指數由聯合國開發計劃署於2015年12月14日公布，此數據為根據2014年的資料所編制。
- ▲ = 上升
- ━  = 持平
- ▼ = 下跌